# Donna Strickland
Donna Theo Strickland (ur. 1959 w Guelph w prowincji Ontario) – kanadyjska fizyczka, laureatka Nagrody Nobla w dziedzinie fizyki w 2018, wspólnie z Gérardem Mourou otrzymała pół nagrody za „metodę generowania ultrakrótkich pulsów optycznych wysokiej mocy”; drugą połowę otrzymał Arthur Ashkin.

## Życiorys
Urodziła się w 1959 w Guelph, w prowincji Ontario, w Kanadzie, jako córka J. (de domo Ranney) nauczycielki angielskiego, i Lloyda Stricklanda, inżyniera elektrycznego. Po skończeniu Guelph Collegiate Vocational Institute zdecydowała się na studia na na Uniwersytecie McMastera. W 1981 ukończyła studia z fizyki inżynieryjnej na Uniwersytecie McMastera i uzyskała stopnień inżyniera. Stopień doktorski uzyskała w 1989 na amerykańskim University of Rochester. Jej praca doktorska, nadzorowana przez Gérarda Mourou, nosiła tytuł Development of an ultra‑bright laser and an application to multi‑photon ionization.
Jest profesorem nadzwyczajnym na Uniwersytecie Waterloo, gdzie prowadzi grupę ultraszybkich laserów, która opracowuje systemy laserowe o dużej intensywności do badań optyki nieliniowej. 2 października 2018 Królewska Szwedzka Akademia Nauk ogłosiła, że Strickland, wspólnie z Gérardem Mourou otrzyma pół Nagrody Nobla w dziedzinie fizyki „za opracowanie metody wytwarzania ultrakrótkich impulsów optycznych o wysokiej intensywności”, drugą połowę otrzyma Arthur Ashkin. Jest trzecią kobietą nagrodzoną Noblem w dziedzinie fizyki.
Opisana przez Strickland technika CPA (Chirped pulse amplification), oryginalnie stosowana przy radarach, znalazła zastosowanie w laserach wysokiej mocy. Praca duetu Strickland-Mourou nad wzmocnieniem impulsów impulsowych utorowała drogę do otrzymania najkrótszych, najbardziej intensywnych wiązek laserowych, jakie kiedykolwiek stworzono, a ich technika jest obecnie wykorzystywana w obróbce laserowej i umożliwia lekarzom wykonywanie milionów operacji korekcji laserowej oka co rok. Niedawne badania Strickland koncentrowały się na przesuwaniu granic ultraszybkich nauk optycznych do nowych zakresów długości fal, takich jak średnia podczerwień i ultrafiolet, przy użyciu technik takich jak techniki dwukolorowe lub wieloczęstotliwościowe, a także efektu Ramana. Strickland zajmuje się także rolą laserów dużej mocy w mikrokrystalicznej soczewce oka ludzkiego, podczas procesu mikroobróbki soczewki oka do leczenia starczowzroczności.
W 1999 otrzymała nagrodę za najlepszy projekt naukowy w Ontario (Ontario's Premier's Research Excellence Award), a w 2000 r. otrzymała nagrodę Cottrell Scholars Award za osiągnięcia w badaniach naukowych i przywództwie akademickim. Została członkiem Optical Society of America w 2008 roku.
Pełniła funkcję wiceprezesa (2011) i przewodniczącego (2013) Towarzystwa Optycznego, a także była redaktorem naczelnym czasopisma Optics Letters w latach 2004–2010.

## Nagrody i wyróżnienia
- 1998 – Alfred P. Sloan Research Fellowship[8]
- 1999 – Nagroda Premier's Research Excellence[2]
- 2000 – Nagroda Cottrell Scholars od Research Corporation[9]
- 2008 – Członek Optical Society of America[10]
- 2018 – Nagroda Nobla w dziedzinie fizyki Królewska Szwedzka Akademia Nauk wraz z Arthurem Ashkinem i Gérardem Mourou.